# Mikoláivka (Odesa)
Mikoláivka (en ucraniano: Миколаївка) es un pueblo ucraniano perteneciente al óblast de Odesa. Situado en el suroeste del país, es parte del raión de Odesa y del municipio (hromada) de Ovídiopol.

## Toponimia
El nombre del asentamiento en otros idiomas de importancia en el pueblo es Nikolaievka (en ruso: Николаевка). El lugar se conocía como Kalajliya hasta 1944 (en ucraniano: Калаглія; en ruso: Калаглия, romanizado: Kalagliya).

## Geografía
Mikoláivka se encuentra a 10 km al norte de Ovídiopol y 40 km al suroeste de Odesa.   

## Historia
El pueblo fue fundado en 1789 por siervos que huyeron a las estepas del Mar Negro desde las gobernaciones centrales de Rusia y Ucrania. En 1870, el término municipal actual fue entregado a los cosacos del Mar Negro para su asentamiento.
Mikoláivka  perteneció al raión de Ovídiopol hasta que desapareció julio de 2020 como parte de la reforma administrativa de Ucrania, que redujo el número de raiones del óblast de Odesa a siete. El área del raión de Ovídiopol se dividió entre los raiones de Odesa y Bíljorod-Dnistrovski, y Mikoláivka  se transfirió al primero.

## Demografía
La evolución de la población de Mikoláivka entre 1989 y 2001 fue la siguiente:
| 2798                                                          | 1448 |
| (Fuente: Cities & Towns of Ukraine y UKRAINE: Größere Städte) |      |

Según el censo de 2001, la lengua materna de la mayoría de los habitantes, el 88,88%, es el ucraniano; del 6,42%, el ruso; del 2,14%, el bielorruso; y el rumano del 1,8%.

## Infraestructura

### Transporte
El pueblo está situado en la carretera territorial T-16-25 entre el pueblo de Nadlymanske y Ovídiopol.